# Aigrette-Klasse
Die Aigrette-Klasse war eine Klasse von zwei U-Booten der französischen Marine. Bei den Booten der Klasse kamen erstmals in der Geschichte des U-Boot-Baus Dieselmotoren zum Einsatz. Die beiden Boote der Klasse wurden nach Ende des Ersten Weltkrieges außer Dienst gestellt.

## Details
Die U-Boote der Aigrette-Klasse besaßen eine Antriebskombination aus Bleiakkumulator-gespeisten Elektromotoren für den Tauchbetrieb und Dieselmotoren für die Überwassermarschfahrt und zum Aufladen der Akkumulatoren. Als Bewaffnung dienten vier 45,0-cm-Torpedos. Anstelle von Torpedorohren wurden außen am Rumpf angebrachte Ablaufgestelle genutzt. Diese zum Zielen schwenkbare Konstruktion wird nach ihrem russischen Erfinder auch als Drzewiecki-Abwurfkragen bezeichnet.
Bis dahin nutzten französischen U-Boote entweder rein elektrische Antriebe oder Dampfmaschinen für die Überwasserfahrt. Die Einführung des Dieselmotors war die letzte bedeutende französische Neuerung im U-Boot-Bau. Die U-Boote anderer Marinen dieser Zeit nutzten hauptsächlich den seit über 30 Jahren bekannten Ottomotor.
Der Hauptvorteil des 1892 entwickelten Dieselmotors bestand neben seiner Wirtschaftlichkeit in der Brandsicherheit des Dieselöls. Benzin hingegen ist leicht entflammbar und neigt schon bei niedrigen Temperaturen zur Bildung giftiger Dämpfe, weshalb dieser Treibstoff für U-Boote ungeeignet ist. Teilweise wurde auch Petroleum genutzt. Dieser Treibstoff ist schwerer entzündlich und liegt in seinem Verhalten zwischen Benzin und Dieselöl. Allerdings bildet auch Petroleum mit der Luft explosive Gasgemische, wodurch dieser Treibstoff in einem schlecht belüfteten U-Boot sehr gefährlich ist. Des Weiteren erzeugen Petroleummotoren eine sehr gut sichtbare Abgaswolke.
Gegenüber der Dampfmaschine war der Vorteil der Schiffsdieselmotoren, dass kein großer Schornstein mehr notwendig war und dass der Dieselmotor sich einfach und schnell abschalten lässt. Dadurch konnten dieselbetriebene U-Boote wesentlich schneller abtauchen als z. B. die dampfbetriebenen U-Boote der Sirène-Klasse.
Außerdem waren Dieselmotoren erheblich wartungsärmer und zuverlässiger als alle anderen bis dahin genutzten Verbrennungsmotoren.
Die Vorteile des modernen Dieselantriebes wurden später auch von anderen Marinen erkannt. Die britische Royal Navy führte den neuen Motor im Jahre 1908 mit der D-Klasse ein. 1909 folgten die Kaiserlich Russische Marine mit der Minoga und die United States Navy mit der G-Klasse. Obwohl der Dieselmotor in Deutschland entwickelt wurde, war die deutsche Kaiserliche Marine die letzte große Seestreitkraft, die diesen Motor auf U-Booten einführte. Das erste deutsche U-Boot mit Dieselantrieb war das 1913 in Dienst gestellte U 19.
Bis zum heutigen Tag (2007) nutzen so gut wie alle U-Boote Dieselmotoren. Selbst Atom-U-Boote oder modernste außenluftunabhängige U-Boote besitzen Dieselmotoren zumindest als Reserveaggregat.

## Einheiten
| Kennung | Name              | Bauwerft          | Kiellegung | Stapellauf        | Indienststellung | Außerdienststellung |
| ------- | ----------------- | ----------------- | ---------- | ----------------- | ---------------- | ------------------- |
| Q 38    | Aigrette (Reiher) | Arsenal de Toulon | 1903       | 23. Januar 1904   | 1905             | November 1919       |
| Q 39    | Cigogne (Storch)  | Arsenal de Toulon | 1903       | 11. November 1904 | 1905             | November 1919       |